# Good Times (film 1967)
Good Times è un film statunitense del 1967 diretto da William Friedkin, con Sonny & Cher.

## Trama
Il film, musical romantico che ricalca lo stile dei duetti musicali della celebre coppia nello show televisivo The Sonny and Cher Comedy Hour, è per lo più una serie di sketch non collegati tra di loro, parodie di personaggi celebri e brani musicali. Nel film la coppia sogna ad occhi aperti se stessa calata nei panni dei vari personaggi: uno sceriffo del selvaggio West, un re della giungla, un investigatore privato, Antonio e Cleopatra e molti altri.
Il musical segna il debutto al cinema del regista William Friedkin, celebre per aver diretto il cult movie L'esorcista.